# حي حمروين
حي حمروين (بالصومالية: Degmada Xamar wayne)‏ حي يقع في محافظة بنادر، شرق العاصمة الصومالية مقديشو. يأتي اسم حمروين من اسم العاصمة قديما وتعني الحمر الكبير. يبلغ طول شاطئها 1.2 كم. ويعود تاريخ تأسيسه الى بدايات القرن الثاني للهجرة. يحدها من الشمال حي ورطيغلي ومن الشرق حي بونطيري ومن الجنوب حي شنغاني  ومن الغرب المحيط الهندي .

## أماكن مشهورة
- حواء تاكو
- جامع حمروين
- المتحف الوطني الصومالي
- مسجد فخر الدين زنكي
- المكتبة الوطنية الصومالية